# Sân vận động Olympic Atahualpa
Sân vận động Olympic Atahualpa (tiếng Tây Ban Nha: Estadio Olímpico Atahualpa; phát âm tiếng Tây Ban Nha: [ataˈwalpa]) là một sân vận động đa năng ở Quito, Ecuador. Sân hiện đang được sử dụng chủ yếu cho các trận đấu bóng đá và có sức chứa 35.742 người.

## Tổng quan
Được xây dựng vào năm 1951, sân nằm ở ngã tư của đại lộ 6 tháng 12 và đại lộ Liên Hợp Quốc, hai đường phố lớn ở thủ đô của Ecuador. Các câu lạc bộ bóng đá Deportivo Quito, El Nacional và Universidad Católica sử dụng sân này cho các trận đấu sân nhà của các đội, mặc dù các đội bóng nổi tiếng khác trong thành phố đã sử dụng sân vận động này cho các trận đấu sân nhà trong quá khứ. Sân vận động được đặt theo tên hoàng tử Inca Atahualpa. Sân vận động này nằm ở độ cao 2.782 mét (9.127 ft).

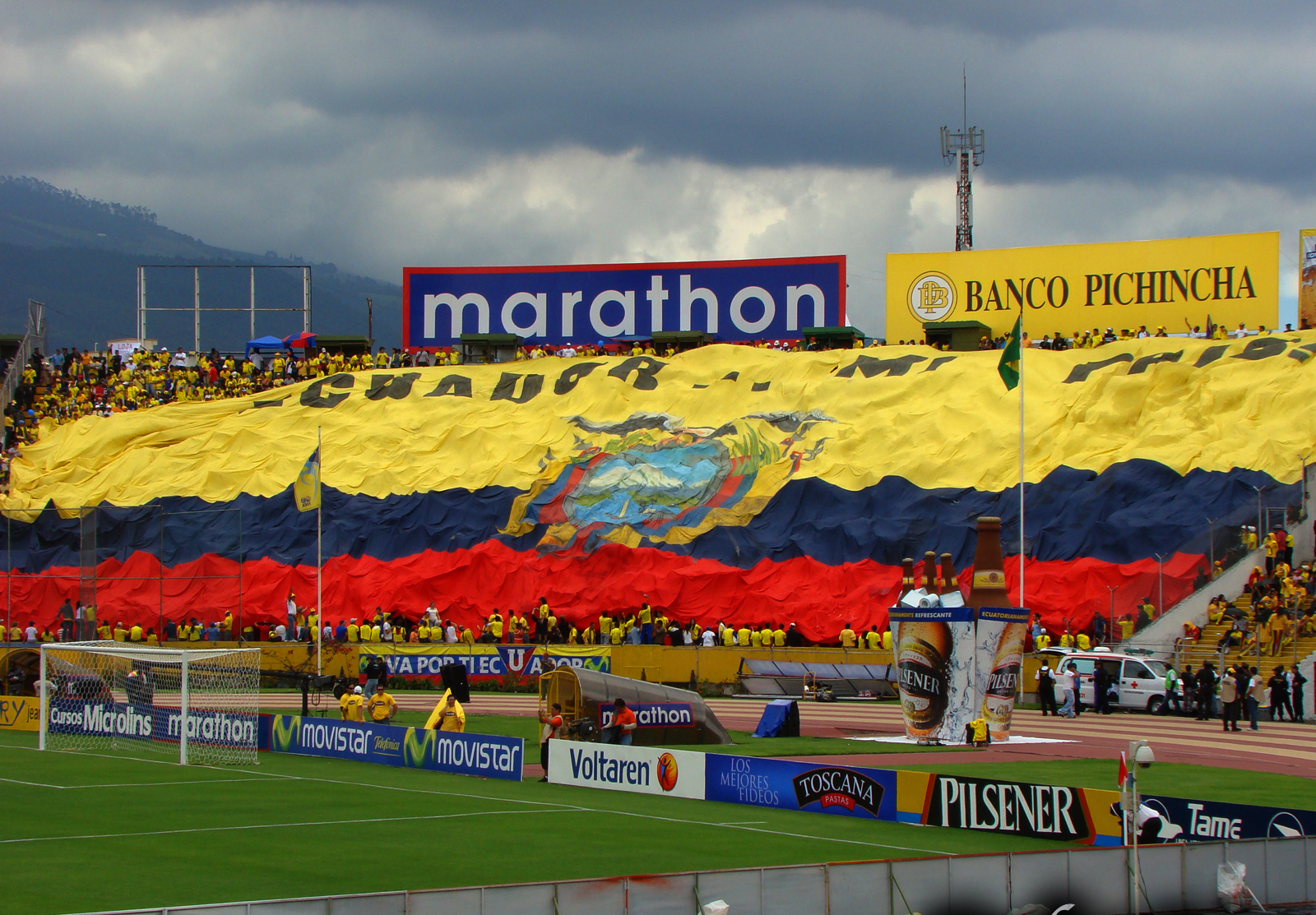
Sân vận động Olympic Atahualpa trong trận đấu bóng đá giữa Ecuador và Brasil vào tháng 3 năm 2009

Tại địa điểm này, đội tuyển bóng đá quốc gia Ecuador đã đánh bại Brasil hai lần, Paraguay ba lần và Argentina hai lần, trong số những đội khác, đảm bảo vị trí của họ tại Giải vô địch bóng đá thế giới 2002, 2006 và 2014. Trong vòng loại cho World Cup 2006 và 2014, Ecuador đủ điều kiện tham dự và vẫn bất bại trên sân vận động này. Kỷ lục này đã bị Brasil phá vỡ ở vòng loại World Cup 2018, sau khi Brasil đánh bại Ecuador 3–0 trên cùng một sân vận động.